# Bolotești
Bolotești es una comuna ubicada en el distrito de Vrancea, Rumania.

## Superficie
Posee una superficie de 96,43 kilómetros cuadrados.

## Demografía
Hasta 2021 la población era de 5203 habitantes, con una densidad de población de 53,96 habitantes por kilómetro cuadrado.